# Cataglyphis hannae
Cataglyphis hannae е вид ципокрило насекомо от семейство Мравки (Formicidae). Видът е уязвим и сериозно застрашен от изчезване.

## Разпространение
Разпространен е в Тунис.